# Championnats du monde juniors de ski alpin 2005
Les Championnats du monde juniors de ski alpin 2005 se sont déroulés du 23 au 27 février 2005 à Bardonèche, en Italie. 

## Podiums

### Hommes
| Épreuves | Or              | Argent               | Bronze      |
| -------- | --------------- | -------------------- | ----------- |
| Descente | Rok Perko       | Christopher Beckmann | Erik Fisher |
| Super G  | Michael Gmeiner | Rok Perko            | Gareth Sine |
| Géant    | Michael Gmeiner | Florian Scheiber     | Stefan Guay |
| Slalom   | Filip Trejbal   | Mattias Hargin       | Beat Feuz   |

### Femmes
| Épreuves | Or                 | Argent         | Bronze               |
| -------- | ------------------ | -------------- | -------------------- |
| Descente | Nadia Fanchini     | Elena Fanchini | Kathrin Triendl      |
| Géant    | Nadia Fanchini     | Brigitte Acton | Michaela Kirchgasser |
| Super G  | Andrea Fischbacher | Nadia Fanchini | Elena Fanchini       |
| Slalom   | Sarka Zahrobska    | Kathrin Zettel | Ana Jelusic          |